# Edyta Kulczak
Edyta Kulczak (ur. 1970) – polska śpiewaczka operowa (mezzosopran).
Absolwentka Uniwersytetu Muzycznego Fryderyka Chopina w Warszawie (dyplom 1996, klasa Krystyny Szostek-Radkowej) oraz Nortwestern School of Music (studia w latach 1998-2001). Laureatka amerykańskich konkursów wokalnych (m.in. The Metropolitan Opera National Council Auditions), finalistka BBC Cardiff Singer of the World 2003. W 2003 zadebiutowała w Metropolitan Opera partią Flory w Traviacie Verdiego. W Metropolitan Opera śpiewała również m.in. w operach: Aida, Carmen, Madame Butterfly, Rigoletto, Rusałka, Trubadur, Walkiria, Wesele Figara. Występowała m.in. również w Boston Lyric Opera, Carnegie Hall, Cincinnati Opera, Operze Śląskiej, Operze Wrocławskiej, Teatrze Wielkim w Poznaniu.